# アボット・ローレンス

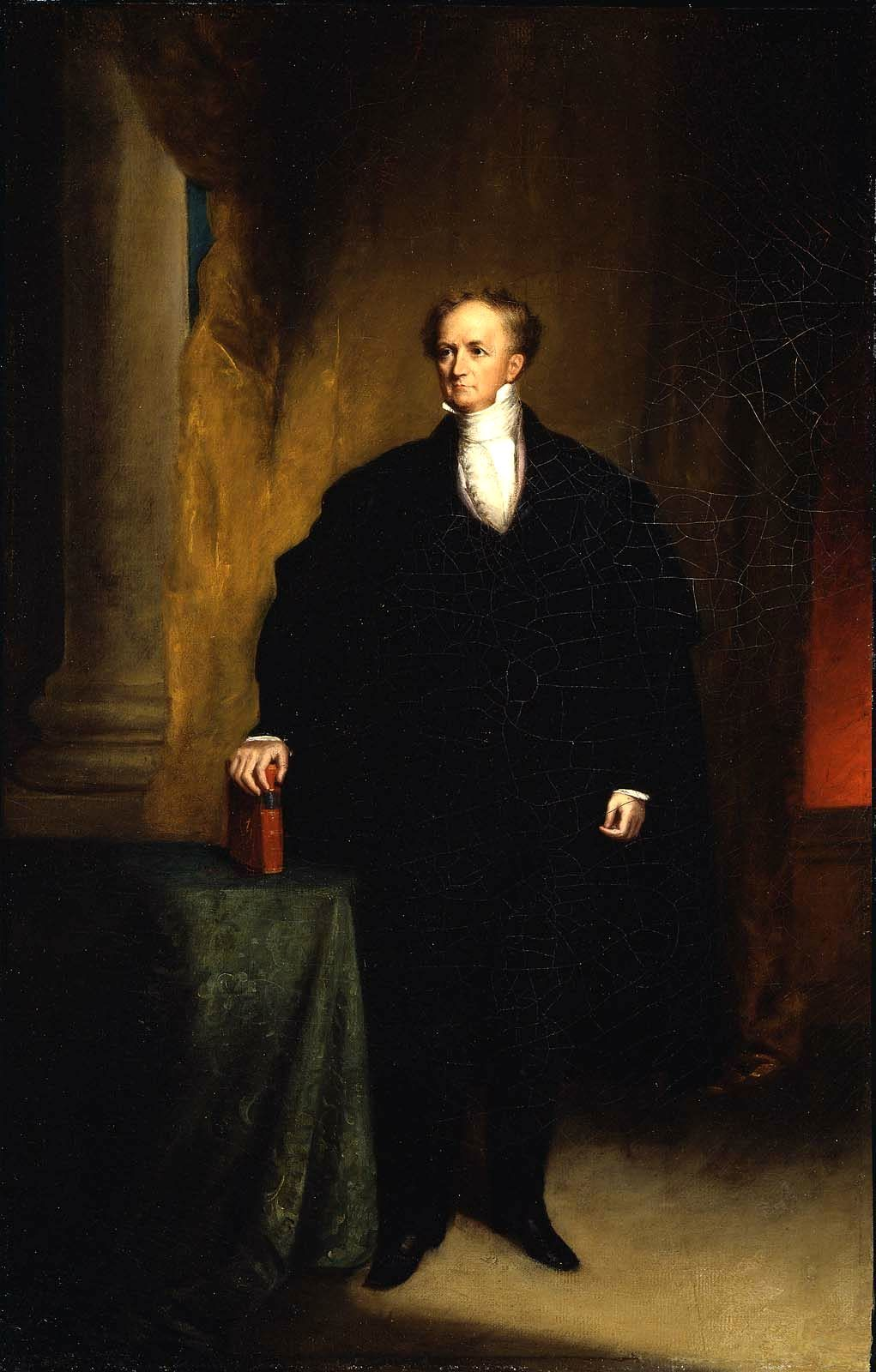
アボット・ローレンス

アボット・ローレンス（Abbott Lawrence, 1792年12月16日 - 1855年8月18日）は、アメリカ合衆国の実業家、政治家、慈善家。

## 生涯
1792年12月16日、ローレンスはマサチューセッツ州グロトンにおいて生まれた。ローレンスは地元のグロトン・アカデミーで学び、1808年に卒業した。
ローレンスは兄のアモスの下で商業を学び、共同で輸入事業を立ち上げた。ローレンス兄弟はボストンにおいて主にイギリスと中国からさまざまな商品を輸入した。兄弟は後に紡織業にも手を広げ、大きな富を獲得した。ニューイングランドの多くの都市においてローレンス兄弟は、織物産業の先駆者として名声を獲得した。
1820年代、ローレンスは著名人としての地位を確立した。ローレンスは経済的利益のための鉄道建設を強く支持し、激しい論争を生み出した。1834年、ローレンスはホイッグ党の支持を受けてマサチューセッツ州で連邦下院議員に選出された。1836年には党からの支持を受けられなかったものの、再選を果たした。1842年、ローレンスはカナダとの国境問題（アルーストック戦争）を終結させるための委員に任命された。
1848年、ローレンスはホイッグ党において副大統領の指名獲得を目指したが、失敗した。本選挙ではホイッグ党が勝利を収め、ザカリー・テイラーが大統領に就任した。テイラー大統領はローレンスにいくつかの要職を提示した。ローレンスは閣僚職を固辞し、駐英公使職を選択した。イギリスにおいてローレンスはクレイトン・バルワー条約の締結交渉に関与し、高い評価を受けた。
ローレンスは1852年に駐英公使を辞任し、アメリカ合衆国に帰国した。ローレンスは大統領選挙に立候補したウィンフィールド・スコットを支持し、選挙運動を支援した。だがスコットは奴隷制反対を掲げたため、奴隷制を支持するホイッグ党と疎遠になり、選挙に大敗した。
ローレンスはボストンのユニテリアン教会で積極的に活動した。ローレンスは下層階級の人々に対する教育の重要性を啓蒙し、各所から寄付を募った。ローレンスはローレンス・アカデミーやボストン公共図書館、ボストン市による安価な住宅の提供を支援した。またローレンスは、ハーバード大学ローレンス科学学校の設立資金を提供した。
1855年8月18日、ローレンスはボストン市内において死去した。ローレンスの遺体はマサチューセッツ州ケンブリッジのマウント・オーバーン墓地に埋葬された。

## 家族
ローレンス家はボストン・バラモン（en:Boston Brahmin）と俗称されたボストンの最上階級約60家のひとつで、彼らはいずれも初期にイギリスから入植したWASPであり、貿易や工業で莫大な富を築き、ニューイングランドの支配層を形成した。
アボットの父親はアメリカ独立戦争で大陸軍士官を務めたサミュエル・ローレンス、母親はスザンナ・パーカー (Susanna Parker, 1755-1845) であった。
ローレンスは1819年6月28日にマサチューセッツ州メドフォードにおいて、キャサリン・ビグロー (Katherine Bigelow, 1793-1860) と結婚した。2人の間には以下の子供が生まれた。
1. アニー・ビグロー・ローレンス (Annie Bigelow Lawrence, 1820-????)
2. ジェイムズ・ローレンス (James Lawrence, 1821-1875)
3. ジョージ・ローレンス (George Lawrence, 1824-????)
4. ジョン・アボット・ローレンス (John Abbott Lawrence, 1825-????)
5. ティモシー・ビグロー・ローレンス (Timothy Bigelow Lawrence, 1826-1869)
6. アボット・ローレンス (Abbott Lawrence, 1828-1893)
7. キャサリン・ビグロー・ローレンス (Katherine Bigelow Lawrence, 1832-1895) - 長男にパーシヴァル・ローウェル。次男はハーバード大学学長のアボット・ローレンス・ローウェル、娘に詩人のエイミー・ローウェル